# جيمس غروندي
جيمس غروندي (بالإنجليزية: James Grundy)‏ (5 مارس 1824 - 24 نوفمبر 1873) هو لاعب كريكت بريطاني (وحمل سابقاً جنسية المملكة المتحدة لبريطانيا العظمى وأيرلندا).